# سلدوویا (آلاسکا)
سلدوویا (به انگلیسی: Seldovia) شهری در بخش شبه‌جزیره کنای ایالت آلاسکا است که جمعیت آن در سرشماری سال ۲۰۰۰ میلادی ۲۸۶ نفر بوده‌است.